# Arctostaphylos
Genre
Arctostaphylos est un genre de plantes à fleurs de la famille des Ericaceae, sous-famille des Arbutoideae, originaire de l'hémisphère nord, qui compte environ 60 à 80 espèces. La quasi-totalité des espèces du genre, dont la répartition est restreinte à l'ouest de l'Amérique du Nord, de la Colombie-Britannique au Mexique, portent le nom vernaculaire américain de Manzanita. Une espèce, la Busserole ou Raisin d'ours, se distingue par sa distribution circumboréale.

## Étymologie
Le nom générique, « Arctostaphylos », est formé de deux racines de grec ancien, arctos (ἄρκτος), l'ours, et -staphylos (de staphulḗ, σταφυλὴ), grappe de raisin, en référence aux fruits (souvent rassemblés en grappes ressemblant à des raisins) qui sont couramment consommés par les ours.

## Caractéristiques générales

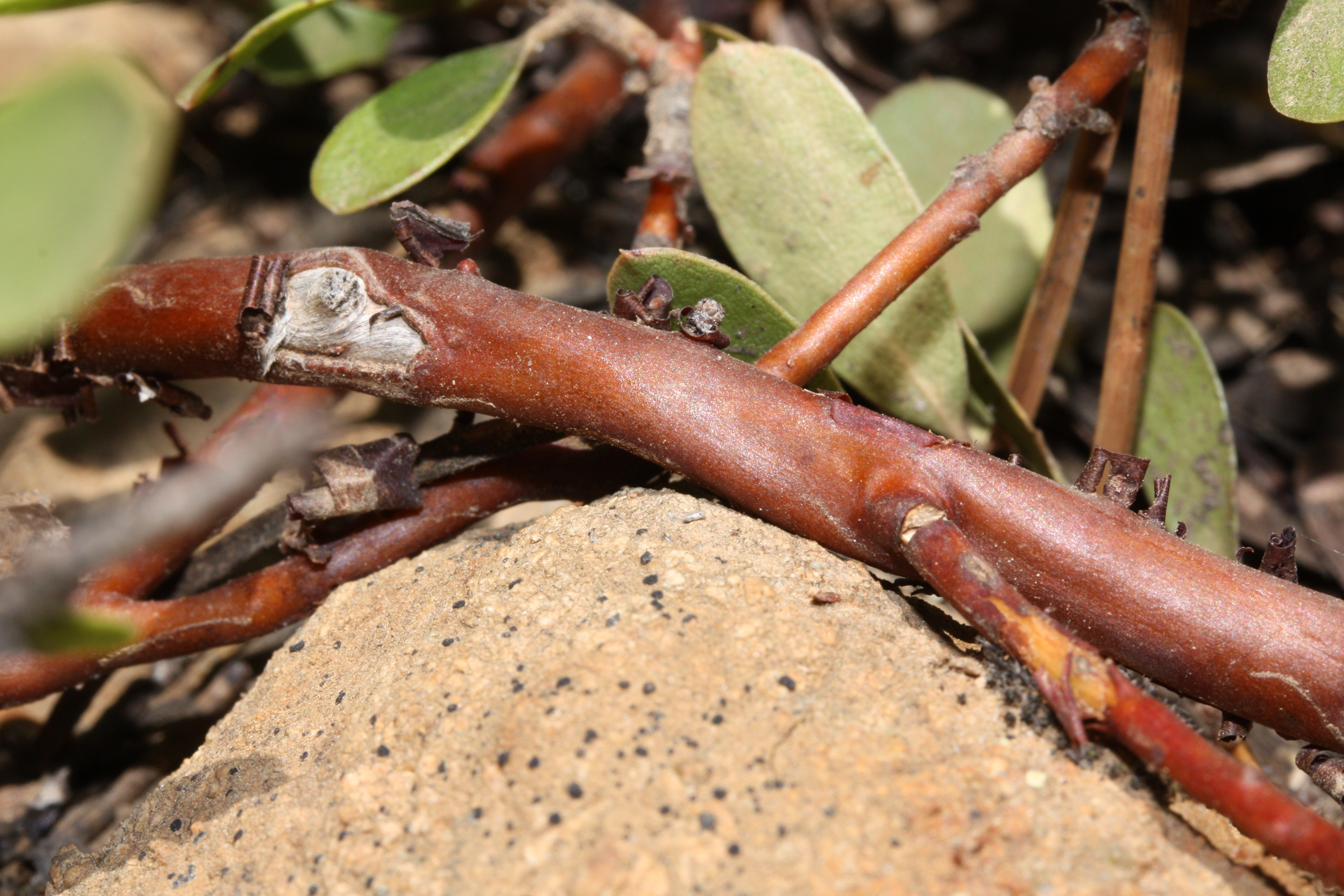
Tige prostrée d’Arctostaphylos nevadensis.

Les plantes du genre Arctostaphylos sont des arbustes ou des arbres aux tiges prostrées à dressées, glabres ou poilues, parfois glanduleuses.  L'écorce est rougeâtre, fine, s'exfoliant rapidement, ou parfois persistante, grise et rugueuse. Les tiges présentant des broussins peuvent repousser après un incendie.

### Appareil reproducteur

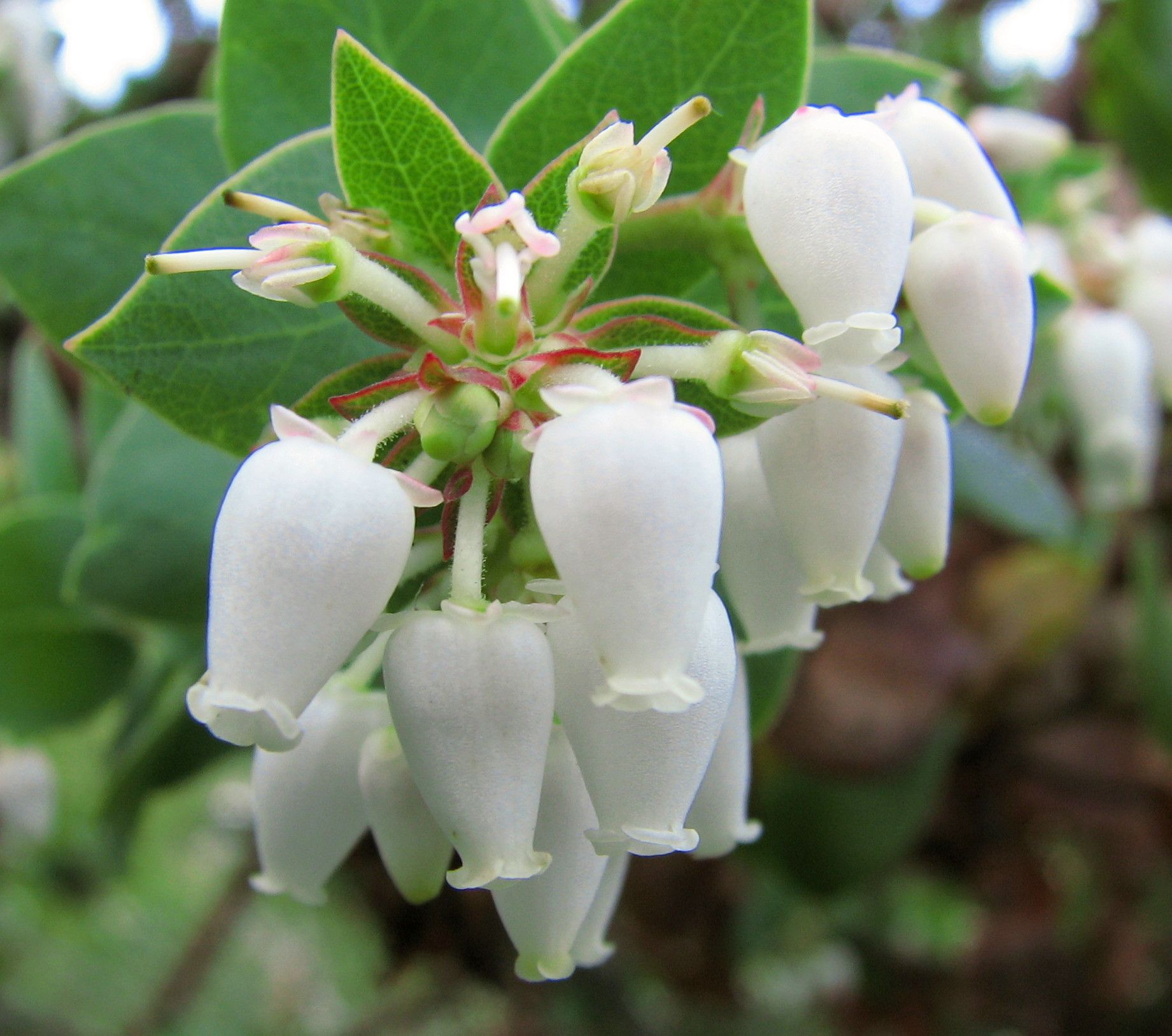
Fleurs d’Arctostaphylos pallida.

Les fleurs bisexuées, pendantes, à symétrie radiale pentamère (ou tétramère chez A. nummularia et A. sensitiva), sont constituées d'un calice composé de 5 sépales persistants  (4 chez Arctostaphylos nummularia et Arctostaphylos sensitiva), distincts, ovales à triangulaires, d'une corolle soudée, de couleur blanche à rose, de forme conique à urcéolée, composée de 5 pétales (4 chez A. nummularia et A. sensitiva), connés sur presque toute leur longueur, terminés par des lobes libres. Un disque nectarifère intrastaminal est présent à la base de la fleur. Les étamines, au nombre de 8 à 10, réparties en deux verticilles, et aux filaments dilatés, habituellement poilus à la base, sont incluses dans la corolle. Elles présentent des anthères rouge foncé, à 2 arêtes dorsales, déhiscentes par des pores terminaux. L'ovaire supère compte de 2 à 10 loges uniovulées à placentation centrale et un style droit surmonté d'un stigmate capité,,.

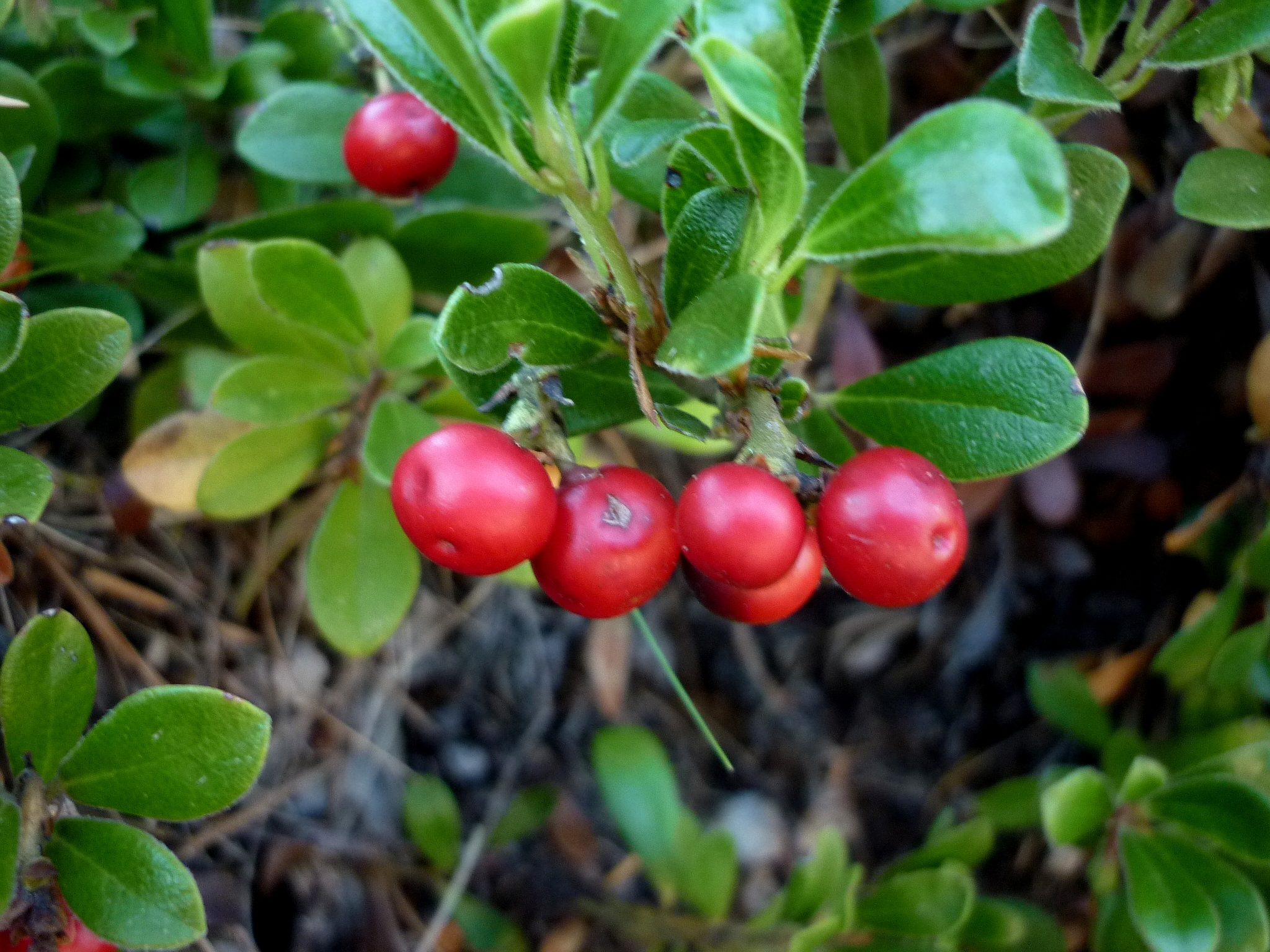
Fruits de la busserole (Arctostaphylos uva-ursi).

Les fruits sont des drupes polyspermes lisses, de 6 à 10 mm de diamètre, de couleur rouge, brun rougeâtre ou brune à maturité, de forme globuleuse plus ou moins déprimée qui évoque une pomme miniature. Ils présentent un exocarpe coriace, rarement mince,  un mésocarpe généralement sec, farineux, rarement absent, et un endocarpe contenant un ou plusieurs (jusqu'à 10) noyaux monospermes, distincts ou coalescents par 2 ou 3 le long des faces radiales de l'endocarpe pierreux, parfois soudés en un seul noyau triangulaire-ovoïde.

### Cytologie
Le nombre chromosomique de base est x = 13. La plupart des espèces, en particulier les espèces à reproduction obligatoire par graines, sont diploïdes (2n = 2x = 26), onze espèces sont polyploïdes.

## Distribution et habitat
La quasi totalité des taxons (espèces et sous-espèces) rattachés au genre Arctostaphylos sont endémiques d'Amérique du Nord. Leur aire de répartition s'étend dans l'Ouest de l'Amérique du Nord, de la Colombie-Britannique au Mexique et au Guatemala. Ces taxons sont concentrés dans la province floristique de Californie (qui s'étend du sud de l'Oregon au nord de la Basse-Californie, au Mexique). Le centre de diversité du genre se situe autour de San Francisco, le long de la côte centrale de la Californie, où se rencontrent plus de la moitié des taxons.
Une espèce fait exception, Arctostaphylos uva-ursi, qui a une aire de répartition circumboréale, mais est également présente à des latitudes plus basses dans les régions montagneuses en altitude (par exemple, les montagnes Rocheuses, les Appalaches, les Alpes, l'Himalaya),  et dans certaines pinèdes et dunes côtières (par exemple, New Jersey et Michigan aux États-Unis). Une sous-espèce, Arctostaphylos uva-ursi subsp. cratericola, constitue une population disjointe dans les cratères volcaniques du Guatemala.

L'habitat des espèces d'Arctostaphylos se caractérise généralement par des sols pauvres en nutriments, souvent acides et sujets à des incendies relativement fréquents.
Le long du littoral californien, la plupart des espèces d’Arctostaphylos se trouvent dans une végétation fortement influencée par le brouillard d'été, soit dans le chaparral maritime, en lisière de forêt, soit dans les bois et forêts de conifères à cônes fermés. Plus loin de la côte, les espèces d’Arctostaphylos sont réparties à la lisière du désert dans les chaparral et forêts claires d'altitude de Californie, les broussailles montagnardes, les forêts mixtes de conifères, les landes à serpentine et les savanes de chênes (en),.
Le genre Arctostaphylos contient un fort pourcentage de taxons endémiques, dont beaucoup sont des spécialistes édaphiques. Près de la moitié des espèces de Californie sont considérées comme rares, menacées ou en danger d'extinction.
En Californie, les espèces d'Arctostaphylos sont présentes dans diverses communautés végétales, notamment le chaparral,

## Écologie
Les espèces du genre Arctostaphylos ont une relation particulière avec les sols pauvres qui s'explique par le fait qu'elles sont associées à une communauté fongique mycorhizienne très diversifiée, qu'elles partagent avec les arbres, notamment les conifères, qui ont également la capacité de former des mycorhizes.
Les incendies sont également un facteur de sélection auquel ces plantes se sont adaptées selon deux stratégies différentes. Environ un tiers des espèces présentent à la base de la tige principale une masse ligneuse renflée (lignotuber) contenant des bourgeons dormants  et des nutriments supplémentaires qui permettent à une plante de repousser en  émettant des rejets même après que la majeure partie de sa masse aérienne a été détruite. Chez les autres espèces, les plantes peuvent mourir dans un incendie, et le remplacement des populations dépend entièrement de la persistance de graines dormantes viables dans la banque de graines du sol. C'est une stratégie qui peut être plus efficace car elle facilite la succession de générations à durée de vie plus courte et offre donc plus d'opportunités de changement génétique.

## Taxinomie
Le genre, Arctostaphylos, a été décrit par le botaniste français, Michel Adanson, et publié en 1763 dans Familles des plantes  2: 165, 520.

### Synonymes
Selon Plants of the World online (POWO) (28 janvier 2022) :
- Daphnidostaphylis Klotzsch
- Mairania Bubani
- Mairrania Neck. ex Desv.
- Schizococcus Eastw[13].
- Uva-ursi Duhamel
- Xerobotrys Nutt.

### Liste d'espèces et sous-espèces
Selon Flora of North America (qui recense 111 sous-taxons dont 61 espèces) :
- Arctostaphylos andersonii
- Arctostaphylos auriculata
- Arctostaphylos bakeri 
  - A. bakeri subsp. bakeri
  - A. bakeri subsp. sublaevis
- Arctostaphylos canescens 
  - A. canescens subsp. canescens
  - A. canescens subsp. sonomensis
- Arctostaphylos catalinae
- Arctostaphylos columbiana
- Arctostaphylos confertiflora
- Arctostaphylos crustacea 
  - A. crustacea subsp. crinita
  - A. crustacea subsp. crustacea
  - A. crustacea subsp. eastwoodiana
  - A. crustacea subsp. insulicola
  - A. crustacea subsp. rosei
  - A. crustacea subsp. subcordata
- Arctostaphylos cruzensis
- Arctostaphylos densiflora
- Arctostaphylos edmundsii
- Arctostaphylos franciscana
- Arctostaphylos gabilanensis
- Arctostaphylos glandulosa 
  - A. glandulosa subsp. adamsii
  - A. glandulosa subsp. crassifolia
  - A. glandulosa subsp. cushingiana
  - A. glandulosa subsp. gabrielensis
  - A. glandulosa subsp. glandulosa
  - A. glandulosa subsp. howellii
  - A. glandulosa subsp. leucophylla
  - A. glandulosa subsp. mollis
- Arctostaphylos glauca
- Arctostaphylos glutinosa
- Arctostaphylos hispidula
- Arctostaphylos hookeri 
  - A. hookeri subsp. hearstiorum
  - A. hookeri' subsp. hookeri
- Arctostaphylos hooveri
- Arctostaphylos imbricata
- Arctostaphylos insularis
- Arctostaphylos klamathensis
- Arctostaphylos luciana
- Arctostaphylos malloryi
- Arctostaphylos manzanita 
  - A. manzanita subsp. elegans
  - A. manzanita subsp. glaucescens
  - A. manzanita subsp. laevigata
  - A. manzanita subsp. manzanita
  - A. manzanita subsp. roofii
  - A. manzanita subsp. wieslanderi
- Arctostaphylos mewukka 
  - A. mewukka subsp. mewukka
  - A. mewukka subsp. truei
- Arctostaphylos montana 
  - A. montana subsp. montana
  - A. montana subsp. ravenii
- Arctostaphylos montaraensis
- Arctostaphylos montereyensis
- Arctostaphylos morroensis
- Arctostaphylos myrtifolia
- Arctostaphylos nevadensis 
  - A. nevadensis subsp. knightii
  - A. nevadensis subsp. nevadensis
- Arctostaphylos nissenana
- Arctostaphylos nortensis
- Arctostaphylos nummularia 
  - A. nummularia subsp. mendocinoensis
  - A. nummularia subsp. nummularia
- Arctostaphylos obispoensis
- Arctostaphylos ohloneana
- Arctostaphylos osoensis
- Arctostaphylos otayensis
- Arctostaphylos pacifica
- Arctostaphylos pajaroensis
- Arctostaphylos pallida
- Arctostaphylos parryana 
  - A. parryana subsp. desertica
  - A. parryana subsp. parryana
  - A. parryana subsp. tumescens
- Arctostaphylos patula
- Arctostaphylos pechoensis
- Arctostaphylos pilosula
- Arctostaphylos pringlei 
  - A. pringlei subsp. drupacea
  - A. pringlei subsp. pringlei
- Arctostaphylos pumila
- Arctostaphylos pungens
- Arctostaphylos purissima
- Arctostaphylos rainbowensis
- Arctostaphylos refugioensis
- Arctostaphylos regismontana
- Arctostaphylos rudis
- Arctostaphylos sensitiva
- Arctostaphylos silvicola
- Arctostaphylos stanfordiana
  - A. stanfordiana subsp. decumbens
  - A. stanfordiana subsp. raichei
  - A. stanfordiana subsp. stanfordiana
- Arctostaphylos tomentosa 
  - A. tomentosa subsp. bracteosa
  - A. tomentosa subsp. daciticola
  - A. tomentosa subsp. hebeclada
  - A. tomentosa subsp. tomentosa
- Arctostaphylos uva-ursi
- Arctostaphylos  virgata
- Arctostaphylos viridissima
- Arctostaphylos viscida
  - A. viscida subsp. mariposa
  - A. viscida subsp. pulchella
  - A. viscida subsp. viscida

## Utilisation
En Europe, les feuilles de busserole (Arctostaphylos uva-ursi) sont un médicament traditionnel utilisé en phytothérapie, dans l'indication spécifiée exclusivement sur la base d'une utilisation de longue date, et inscrit à ce titre dans la Pharmacopée européenne. Ces feuilles, présentées sous forme de poudre ou d'extrait alcoolique ou aqueux, sont indiquées pour le traitement des symptômes d'infections urinaires basses récurrentes légères, par exemple sensation de brûlure lors de la miction, après que des affections graves ont été exclues par un médecin.
La principale substance active sur le plan pharmacologique est l'arbutine, ou arbutoside (monoglucoside hydroquinonique), dont la teneur varie entre 5 et 15 %. L'effet antibactérien est attribué à l'hydroquinone libérée à partir de l'arbutoside par hydrolyse du glucoside et oxydation immédiate.